# Philip Michael Thomas
Philip Michael Thomas (ur. 26 maja 1949 w Columbus) – amerykański aktor i muzyk. Występował w roli detektywa Ricardo „Rico” Tubbsa z serialu NBC Policjanci z Miami (1984–1989) z Donem Johnsonem, z którym pojawił się także w serialu Nash Bridges (1997–2001) jako Cedrick Hawks.

## Filmografia
- Come Back, Charleston Blue (1972) jako Minister
- Stigma (1972) jako dr Calvin Crosse
- Toma (1973) jako Sam Hooper
- Book of Numbers (1973) jako Dave Green
- Black Fist (1975) jako Fletch & Boom Boom
- Coonskin (1975) jako Randy
- Mr. Ricco (1975) jako Purvis Mapes
- Starsky i Hutch (Starsky & Hutch, 1975–1979) jako Kingston St. Jacques
- Sparkle (1976) jako Stix
- The Beasts Are on the Streets (1978) jako Eddie Morgan
- Valentine (1979) jako Bean
- Lawman Without a Gun (1979) jako Rufus Cartwright
- The Dark (1979) jako Corn Rows
- Hombre de los hongos, El (1980) jako Gaspar
- Hey Good Lookin' (1982) jako Chaplin (głos)
- Policjanci z Miami (Miami Vice, 1984–1989) jako detektyw Ricardo „Rico” Tubbs
- Trudna miłość (A Fight for Jenny, 1986) jako David Caldwell
- Motown Merry Christmas (1987) jako Gospodarz
- Czarnoksiężnik prędkości i czasu (The Wizard of Speed and Time, 1989) jako policjant Mickey Polanko
- False Witness (1989) jako Bobby Marsh
- A Little Piece of Sunshine (1990)
- Perry Mason: The Case of the Ruthless Reporter (1991) jako Chuck Gilmore
- Miami Shakedown (1993) jako Frank Ferguson
- River of Stone  (1994)
- Aniołki - ucieczka w habitach (Noi siamo angeli, 1997) jako Zaccaria
- Nash Bridges (1997) jako Cedrick Hawks
- Grand Theft Auto: Vice City (2002) jako Lance Vance (głos)
- Fate  (2003) jako detektyw Ciprian Raines
- Grand Theft Auto: Vice City Stories (2006) jako Lance Vance (głos)